# San Rafael La Independencia
San Rafael La Independencia är en kommunhuvudort i Guatemala.   Den ligger i departementet Departamento de Huehuetenango, i den västra delen av landet, 160 km nordväst om huvudstaden Guatemala City. San Rafael La Independencia ligger 2 221 meter över havet och antalet invånare är 1 059.
Terrängen runt San Rafael La Independencia är kuperad åt sydost, men åt nordväst är den bergig. Runt San Rafael La Independencia är det ganska tätbefolkat, med 185 invånare per kvadratkilometer. Närmaste större samhälle är Santa Eulalia, 8,4 km öster om San Rafael La Independencia. I omgivningarna runt San Rafael La Independencia växer i huvudsak städsegrön lövskog.